# Kidul Dalem (Bangil)
Kidul Dalem is een bestuurslaag in het regentschap Pasuruan van de provincie Oost-Java, Indonesië. Kidul Dalem telt 10.408 inwoners (volkstelling 2010).